# Марганцево-магниевый элемент
Марганцево-магниевый элемент — первичный химический источник тока, в котором анодом служит магний, катодом — диоксид марганца в смеси с графитом (3—5 %), а электролитом — водный раствор бромида магния. Аналогичный элемент с перхлоратом магния в качестве электролита называется магний-перхлоратным. Работа обоих элементов основана на реакции:
{\displaystyle {\mathsf {Mg+2MnO_{2}+H_{2}O\rightarrow Mg(OH)_{2}+Mn_{2}O_{3}.}}}
Катоды изготовляются из смеси пиролюзита с ацетиленовой сажей. Добавление к материалу катода 3 % хромата бария повышает ёмкость элемента на 7—15 %. Аноды, конструктивно изготавливаемые в виде корпуса элемента стаканчиковой конструкции, делают из коррозионно-стойкого магниевого сплава с добавками алюминия, цинка, марганца и кальция.
Для увеличения сохранности магниевого электрода к электролиту добавляют ингибитор — обычно 0,02 % хромата аммония. Это уменьшает и «задержку напряжения» — кратковременное падение напряжения на элементе при подключении нагрузки, а также снижает скорость паразитной реакции растворения анода:
{\displaystyle {\mathsf {Mg+H_{2}O\rightarrow Mg(OH)_{2}+H_{2}\uparrow .}}}
По сравнению с марганцево-цинковыми элементами эти элементы имеют повышенное напряжение и энергоёмкость, а также лучшие характеристики при хранении.